# Mia Audina
Mia Audina Tjiptawan (Hanzi: 張海麗, Pinyin: Zhang Haili), (Jacarta, 22 de agosto de 1979) é uma ex-jogadora de badminton da Indonésia, que depois representou a Holanda.
Conquistou a medalha de prata nos Jogos Olímpicos de Verão de 1996 e voltou a repetir a prata pela Holanda, em Atenas, 2004.